# Квалификације за Светско првенство у фудбалу 2018 — УЕФА група Х
Група Х европских квалификација за Светско првенство у фудбалу 2018. се састојала од 6 репрезентација: Белгија, Босна и Херцеговина, Грчка, Кипар, Естонија и Гибралтар.
Репрезентација Белгије је као првопласирана репрезентација изборила директан пласман на првенство, док је Грчка као другопласирана репрезентација отишла у бараж.

## Табела
| Легенда                                           |
| ------------------------------------------------- |
| Репрезентација која се квалификује у првом кругу  |
| Репрезентација која иде у бараж након првог круга |

| Табела групе Х | Табела групе Х      | Табела групе Х | Табела групе Х | Табела групе Х | Табела групе Х | Табела групе Х | Табела групе Х | Табела групе Х | Табела групе Х |  |         |       |                     |          |       |           |  | Домаћи | Домаћи | Домаћи | Домаћи | Домаћи | Домаћи | Домаћи | Гости | Гости | Гости | Гости | Гости | Гости | Гости |
|                | Репрезентација      | И              | Д              | Н              | И              | ДГ             | ПГ             | ГР             | Бод.           |  | Белгија | Грчка | Босна и Херцеговина | Естонија | Кипар | Гибралтар |  | И      | Д      | Н      | И      | ДГ     | ПГ     | Бод.   | И     | Д     | Н     | И     | ДГ    | ПГ    | Бод.  |
| 1.             | Белгија             | 10             | 9              | 1              | 0              | 43             | 6              | +37            | 28             |  | -       | 1:1   | 4:0                 | 8:1      | 4:0   | 9:0       |  | 5      | 4      | 1      | 0      | 26     | 2      | 13     | 5     | 5     | 0     | 0     | 17    | 4     | 15    |
| 2.             | Грчка               | 10             | 5              | 4              | 1              | 17             | 6              | +11            | 19             |  | 1:2     | -     | 1:1                 | 0:0      | 2:0   | 4:0       |  | 5      | 2      | 2      | 1      | 8      | 3      | 8      | 5     | 3     | 2     | 0     | 9     | 3     | 11    |
| 3.             | Босна и Херцеговина | 10             | 5              | 2              | 3              | 24             | 13             | +11            | 17             |  | 3:4     | 0:0   | -                   | 5:0      | 2:0   | 5:0       |  | 5      | 3      | 1      | 1      | 15     | 4      | 10     | 5     | 2     | 1     | 2     | 9     | 9     | 7     |
| 4.             | Естонија            | 10             | 3              | 2              | 5              | 13             | 19             | -6             | 11             |  | 0:2     | 0:2   | 1:2                 | -        | 1:0   | 4:0       |  | 5      | 2      | 0      | 3      | 6      | 6      | 6      | 5     | 1     | 2     | 2     | 7     | 13    | 5     |
| 5.             | Кипар               | 10             | 3              | 1              | 6              | 9              | 18             | -9             | 10             |  | 0:3     | 1:2   | 3:2                 | 0:0      | -     | 3:1       |  | 5      | 2      | 1      | 2      | 7      | 8      | 7      | 5     | 1     | 0     | 4     | 2     | 10    | 3     |
| 6.             | Гибралтар           | 10             | 0              | 0              | 10             | 3              | 47             | -44            | 0              |  | 0:6     | 1:4   | 0:4                 | 0:6      | 1:2   | -         |  | 5      | 0      | 0      | 5      | 2      | 21     | 0      | 5     | 0     | 0     | 5     | 1     | 26    | 0     |

## Резултати
| Босна и Херцеговина                                               | 5:0                         | Естонија |
| ----------------------------------------------------------------- | --------------------------- | -------- |
| Спахић 7’, 90+2’ · Џеко 23’ (пен.) · Медуњанин 71’ · Ибишевић 83’ | Детаљи (FIFA) Детаљи (UEFA) |          |

| Кипар | 0:3                         | Белгија                       |
| ----- | --------------------------- | ----------------------------- |
|       | Детаљи (FIFA) Детаљи (UEFA) | Лукаку 13’, 61’ · Караско 81’ |

| Гибралтар  | 1:4                         | Грчка                                                             |
| ---------- | --------------------------- | ----------------------------------------------------------------- |
| Валкер 26’ | Детаљи (FIFA) Детаљи (UEFA) | Митроглу 10’ · Висман 44’ (аг.) · Фортоунис 45’ · Торосидис 45+2’ |

| Белгија                                                     | 4:0                         | Босна и Херцеговина |
| ----------------------------------------------------------- | --------------------------- | ------------------- |
| Спахић 26’ (аг.) · Азар 29’ · Алдервајрелд 60’ · Лукаку 79’ | Детаљи (FIFA) Детаљи (UEFA) |                     |

| Естонија                                   | 4:0                         | Гибралтар |
| ------------------------------------------ | --------------------------- | --------- |
| Каит 47’, 70’ · Васиљев 52’ · Мошников 88’ | Детаљи (FIFA) Детаљи (UEFA) |           |

| Грчка                       | 2:0                         | Кипар |
| --------------------------- | --------------------------- | ----- |
| Митроглу 12’ · Манталос 42’ | Детаљи (FIFA) Детаљи (UEFA) |       |

| Босна и Херцеговина | 2:0                         | Кипар |
| ------------------- | --------------------------- | ----- |
| Џеко 70’, 81’       | Детаљи (FIFA) Детаљи (UEFA) |       |

| Естонија | 0:2                         | Грчка                         |
| -------- | --------------------------- | ----------------------------- |
|          | Детаљи (FIFA) Детаљи (UEFA) | Торосидис 2’ · Стафилидис 61’ |

| Гибралтар | 0:6                         | Белгија                                                    |
| --------- | --------------------------- | ---------------------------------------------------------- |
|           | Детаљи (FIFA) Детаљи (UEFA) | Бентеке 1’, 43’, 56’ · Витсел 19’ · Мертенс 51’ · Азар 79’ |

| Кипар                                  | 3:1                         | Гибралтар     |
| -------------------------------------- | --------------------------- | ------------- |
| Лаифис 29’ · Сотириоу 65’ · Сиелис 87’ | Детаљи (FIFA) Детаљи (UEFA) | Каскијаро 51’ |

| Белгија                                                                                    | 8:1                         | Естонија   |
| ------------------------------------------------------------------------------------------ | --------------------------- | ---------- |
| Меније 8’ · Мертенс 16’, 68’ · Азар 25’ · Караско 62’ · Клаван 64’ (аг.) · Лукаку 83’, 88’ | Детаљи (FIFA) Детаљи (UEFA) | Анијер 30’ |

| Грчка         | 1:1                         | Босна и Херцеговина |
| ------------- | --------------------------- | ------------------- |
| Цавелас 90+5’ | Детаљи (FIFA) Детаљи (UEFA) | Карнезис 32’ (аг.)  |

| Босна и Херцеговина                                           | 5:0                         | Гибралтар |
| ------------------------------------------------------------- | --------------------------- | --------- |
| Ибишевић 4’, 43’ · Вршајевић 52’ · Вишћа 56’ · Бичакчић 90+4’ | Детаљи (FIFA) Детаљи (UEFA) |           |

| Кипар | 0:0                         | Естонија |
| ----- | --------------------------- | -------- |
|       | Детаљи (FIFA) Детаљи (UEFA) |          |

| Белгија    | 1:1                         | Грчка        |
| ---------- | --------------------------- | ------------ |
| Лукаку 89’ | Детаљи (FIFA) Детаљи (UEFA) | Митроглу 46’ |

| Босна и Херцеговина | 0:0                         | Грчка |
| ------------------- | --------------------------- | ----- |
|                     | Детаљи (FIFA) Детаљи (UEFA) |       |

| Естонија | 0:2                         | Белгија                 |
| -------- | --------------------------- | ----------------------- |
|          | Детаљи (FIFA) Детаљи (UEFA) | Мертенс 31’ · Чадли 86’ |

| Гибралтар     | 1:2                         | Кипар                              |
| ------------- | --------------------------- | ---------------------------------- |
| Хернандес 30’ | Детаљи (FIFA) Детаљи (UEFA) | Чиполина 10’ (аг.) · Сотиријоу 87’ |

| Белгија                                                                                  | 9:0                         | Гибралтар |
| ---------------------------------------------------------------------------------------- | --------------------------- | --------- |
| Мертенс 16’ · Меније 18’, 61’, 67’ · Лукаку 21’, 38’, 82’ (пен.) · Витсел 27’ · Азар 45’ | Детаљи (FIFA) Детаљи (UEFA) |           |

| Кипар                                   | 3:2                         | Босна и Херцеговина   |
| --------------------------------------- | --------------------------- | --------------------- |
| Христофи 65’ · Лабан 67’ · Сотирију 76’ | Детаљи (FIFA) Детаљи (UEFA) | Шуњић 33’ · Вишћа 44’ |

| Грчка | 0:0                         | Естонија |
| ----- | --------------------------- | -------- |
|       | Детаљи (FIFA) Детаљи (UEFA) |          |

| Естонија   | 1:0                         | Кипар |
| ---------- | --------------------------- | ----- |
| Кајт 90+2’ | Детаљи (FIFA) Детаљи (UEFA) |       |

| Грчка    | 1:2                         | Белгија                   |
| -------- | --------------------------- | ------------------------- |
| Зека 73’ | Детаљи (FIFA) Детаљи (UEFA) | Вертоген 70’ · Лукаку 75’ |

| Гибралтар | 0:4                         | Босна и Херцеговина                   |
| --------- | --------------------------- | ------------------------------------- |
|           | Детаљи (FIFA) Детаљи (UEFA) | Џеко 35’, 85’ · Кодро 65’ · Лулић 83’ |

| Гибралтар | 0:6                         | Естонија                                            |
| --------- | --------------------------- | --------------------------------------------------- |
|           | Детаљи (FIFA) Детаљи (UEFA) | Лутс 10’ · Каит 30’ · Зењов 38’ · Там 52’, 66’, 77’ |

| Босна и Херцеговина                   | 3:4                         | Белгија                                                  |
| ------------------------------------- | --------------------------- | -------------------------------------------------------- |
| Медуњанин 30’ · Вишћа 39’ · Ђумић 82’ | Детаљи (FIFA) Детаљи (UEFA) | Меунијер 4’ · Батшуаји 59’ · Вертонген 68’ · Караско 84’ |

| Кипар        | 1:2                         | Грчка                      |
| ------------ | --------------------------- | -------------------------- |
| Сотирију 17’ | Детаљи (FIFA) Детаљи (UEFA) | Митроглу 25’ · Цијолис 26’ |

| Белгија                                            | 4:0                         | Кипар |
| -------------------------------------------------- | --------------------------- | ----- |
| Е. Азар 12’, 63’ (пен.) · Т. Азар 52’ · Лукаку 78’ | Детаљи (FIFA) Детаљи (UEFA) |       |

| Естонија    | 1:2                         | Босна и Херцеговина |
| ----------- | --------------------------- | ------------------- |
| Антонов 75’ | Детаљи (FIFA) Детаљи (UEFA) | Хајровић 48’, 84’   |

| Грчка                                            | 4:0                         | Гибралтар |
| ------------------------------------------------ | --------------------------- | --------- |
| Торосидис 32’ · Митроглу 61’, 63’ · Јаниотас 78’ | Детаљи (FIFA) Детаљи (UEFA) |           |

## Стрелци
11 голова
| - Ромелу Лукаку |

6 голова
| - Еден Азар | - Константинос Митроглу |

5 голова
| - Дрис Мертенс | - Тома Меније | - Един Џеко |

4 гола
| - Матијас Кајт | - Пјерос Сотирију |

3 гола
| - Јаник Караско - Кристијан Бентеке | - Ведад Ибишевић - Един Вишћа | - Василис Торосидис - Јонас Там |

2 гола
| - Аксел Витсел - Јан Вертонген | - Емир Спахић - Изет Хајровић | - Харис Медуњанин |

1 гол
| - Миши Батшуаји - Насер Шадли - Тоби Алдервајрелд - Торган Азар - Авдија Вршајевић - Дарио Ђумић - Ермин Бичакчић - Кенан Кодро - Миралем Пјанић - Сенад Лулић - Тони Шуњић | - Антони Ернандес - Ли Каскјаро - Лијам Вокер - Александрос Циолис - Георгиос Цавелас - Зека - Јанис Јаниотас - Костас Стафилидис - Костас Фортунис - Петрос Манталос | - Иља Антонов - Константин Васиљев - Сергеј Мошников - Сергеј Зењов - Сим Лутс - Хенри Анијер - Валентинос Сијелис - Винсент Лабан - Деметрис Христофи - Константинос Лаифис |

Аутогол
| - Емир Спахић (против Белгије) - Рој Чиполина (против Кипра) | - Скот Визман (против Грчке) - Рагнар Клаван (против Белгије) |